# Riddick Moss
Michael Rallis (ur. 11 października 1989 w Edinie) – amerykański profesjonalny wrestler. Najbardziej znany jest ze swojego pobytu w WWE, gdzie występował pod pseudonimem ringowym Riddick Moss.

## Wczesne życie
Rallis uczęszczał do Uniwersytetu Minnesoty, w którym w latach 2008−2012 brał udział w programie w Minnesota Golden Gophers football. Po ukończeniu koledżu wystąpił w treningach dla Miami Dolphins, lecz nie podpisano z nim kontraktu. W październiku 2013 po skontaktowaniu się z Jimem Rossem wziął udział w próbnych wystąpieniach dla federacji WWE.

## Kariera profesjonalnego wrestlera

### WWE

#### NXT
Rallis podpisał kontrakt z WWE na początku 2014 i rozpoczął dalsze treningi w szkółce WWE Performance Center. Jego debiut w profesjonalnym wrestlingu nastąpił 18 grudnia podczas live eventu rozwojowego brandu NXT, gdzie wystąpił jako Digg Rawlis. W telewizji zadebiutował 27 maja 2015 podczas odcinka tygodniówki NXT i w roli jobbera wspólnie z Eliasem Samsonem przegrał z Blakiem i Murphym. Do końca roku występował w walkach, które przegrywał głównie z Samoa Joe i drużyną The Hype Bros. W sierpniu 2015 zaadaptował pseudonim Riddick Moss, tym samym oddając hołd graczowi NFL Randy’emu Mossowi.
W październiku 2016, Moss zaczął współpracować w drużynie z Tino Sabbatellim. Wspólnie z nim wziął udział w turnieju Dusty Rhodes Tag Team Classic 2016, lecz w pierwszej rundzie zostali pokonani przez TM-61 (Nicka Millera i Shane’a Thorne’a). Do października 2017 duo przegrywało walki między innymi z The Revival (Dashem Wilderem i Scottem Dawsonem), a także z DIY (Johnnym Gargano i Tommaso Ciampą). Odnieśli pierwsze zwycięstwo 25 października podczas odcinka NXT, gdzie pokonali Oneya Lorcana i Danny’ego Burcha. Na początku 2018 wzięli udział w kolejnym turnieju Dusty Rhodes Tag Team Classic, jednakże w pierwszej rundzie przegrali z drużyną Sanity. W kwietniu podczas pojedynku z Heavy Machinery, Sabbatelli opuścił Mossa samego w ringu, tym samym kończąc ich współpracę. Miesiąc później Moss zerwał ścięgno Achillesa, przez co musiał wziąć wielomiesięczną przerwę od występów.

## Mistrzostwa i osiągnięcia
- Pro Wrestling Illustrated
  - PWI umieściło go na 412. miejscu w top 500 wrestlerów rankingu PWI 500 w 2017[10]